# Renee Pornero
Renee Pornero (* 24. října 1979 ve Štýrském Hradci) je rakouská pornoherečka, fetiš modelka, producentka a režisérka.

## Kariéra
Po dokončení studií začala Renee Pornero působit v porno průmyslu.
V říjnu 2001 se zúčastnila castingu firmy Videorama pro produkci Giny Wild. Prostřednictvím četných vystoupení v TV programech, jako jsou Wa(h)re Liebe, získala rychle popularitu.
V listopadu 2002 odešla do Los Angeles, kde v San Fernando Valley zvládla účinkovat v přibližně 200 filmech označovaných jako Gonzo. Pornero je známá svým častým působením v análních a mezinárodních scénách. Také ji můžeme vidět ve fetiš filmech v roli dominy, ale i ponižované otrokyně. Hlavní roli dostala ve filmu „Vegetarierinnen zur Fleischeslust gezwungen Teil II“ (Bertucci, X-Rated).
Její častí filmový partneři jsou například Louisa Lamour, Conny Dachs, Nikita Denise, Steve Holmes, Katja Kassin, Katsumi, Taylor St. Claire, Steven St. Croix.
Provozuje též internetový obchod, jenž nabízí kromě pornofilmů i další erotické zboží. Populární jsou také její diskuzní fóra a blog. Všechny tyto internetové projekty Renee osobně navrhla a spravovala.
V současné době žije ve Vídni a Štýrském Hradci, kde se věnuje svým vlastních produkcím.

## Ocenění
- 2005 Vítězka Eroticline Award – Nejlepší evropská herečka [1]